# Odynerus maurus
Odynerus maurus är en stekelart som beskrevs av Smith 1879. Odynerus maurus ingår i släktet lergetingar, och familjen Eumenidae. Inga underarter finns listade i Catalogue of Life.